# Yokosuka P1Y1
De Yokosuka P1Y1 'Ginga' (melkweg) (Japans: 銀河), geallieerde codenaam Frances, was een tweemotorige bommenwerper, ontworpen en geproduceerd door de Japanse vliegtuigfabrikant Yokosuka. Het toestel was tijdens de Tweede Wereldoorlog in dienst bij de Japanse Keizerlijke Marineluchtmacht.

## Ontwikkeling
Dit vliegtuig werd gebouwd op basis van een specificatie van de Japanse marine, die een snelle, laagvliegende middelzware (torpedo)bommenwerper verlangde. Het prototype maakte in augustus 1943 zijn eerste vlucht. De P1Y1 was een veelbelovend toestel, maar kon door ontwikkelingsproblemen pas begin 1945 onder de benaming 'Ginga' (melkweg) Model 11 door de Japanse marine in gebruik worden genomen.

## Inzet en operaties
Er werden tussen de 1002 en 1098 P1Y1's gebouwd, maar door onderhoudsproblemen kon deze bommenwerper, die op geringe hoogte sneller was dan de meeste geallieerde jagers, de geallieerden niet meer tot last zijn. Het toestel was complex van constructie, en er bestond in Japan een tekort aan goed opgeleid grondpersoneel. De Ginga, die een imposant vliegbereik van ruim 5000 km had, werd kort voor het einde van de oorlog als kamikazebommenwerper ingezet.